# کریستوفر پلهم
 کریستوفر پلهم (انگلیسی: Christopher Polhem؛ زاده ۱۸ دسامبر ۱۶۶۱ درگذشته ۳۰ اوت ۱۷۵۱) یک دانشمند در زمینه مباحث فیزیک و مکانیک اهل سوئد بود.